# Panagiotis Kanellopoulos

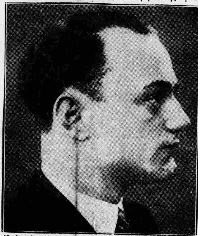
Panagiotis Kanellopoulos

Panagiotis Kanellopoulos (Grieks: Παναγιώτης Κανελλόπουλος) (Patras, 13 december 1902 – Athene, 11 september 1986) was een Grieks auteur, politicus en premier van Griekenland van 1 november tot 22 november 1945 en van 3 april tot 21 april 1967.
Als tegenstander van dictator Ioannis Metaxas was Kanellopoulos van 1937 tot 1940 gedeporteerd. Hij streed mee in de Grieks-Italiaanse Oorlog van 1940-1941 en daarna leidde hij een organisatie van Griekse jong-nationalisten.
Tegelijkertijd was hij lid van de regering in ballingschap van Emmanouil Tsouderos in Londen. Hij bekleedde er de ministerpost defensie. Na de Bevrijding werd Kanellopoulos minister van Wederopbouw in de regering van Georgios Papandreou. In 1945 was hij ook korte tijd eerste minister.
In 1967 werd hij democratisch verkozen voor zijn tweede termijn als eerste minister. Hij behield deze post echter niet lang, want enkele weken later werd hij afgezet door de militairen die een staatsgreep hadden uitgevoerd tegen Constantijn II van Griekenland.
- Bibsys: 10000698
- Bibliothèque nationale de France: cb145398028 (data)
- CiNii: DA11411040
- Gemeinsame Normdatei: 11915269X
- International Standard Name Identifier: 0000 0001 2148 5324
- Library of Congress Control Number: n83014417
- National Archives and Records Administration: 10568267
- Nationale bibliotheek van Australië: 35258719
- Nationale Bibliotheek van Israël: 987007297365905171
- Nederlandse Thesaurus van Auteursnamen: 071989897
- Réseau des bibliothèques de Suisse occidentale: 02-A013492840
- LIBRIS: 345482
- Système universitaire de documentation: 152919392
- Trove: 885852
- Virtual International Authority File: 116081810
- WorldCat: E39PBJrC9q7JRFKYMJhyvVJFKd